# Paraleprodera bigemmata
Paraleprodera bigemmata là một loài bọ cánh cứng trong họ Cerambycidae.